# 미코얀-구레비치 MiG-25
미코얀-구레비치 MiG-25(러시아어: Микоян-Гуревич МиГ-25), 나토 코드네임 폭스배트(Foxbat→큰박쥐)는 소비에트 연방 공군의 초음속 요격기이자 정찰기로, 역사상 취역한 군용기, 특히 전투기·요격기 중에서 가장 빠른 기체이다.

## 역사
구 소련의 미코얀-구레비치 설계국에서 제작한 MiG-25의 원형기는 1964년에 초도비행을 가졌으며, 1970년에 일선에 취역했다. 
세계최초로 4세대 전투기의 시작을 알린 기종이었다. 
최고 속도는 마하 2.83+에 달하며, 엔진의 파괴를 무릅쓰고 가속하면 마하 3.2까지 비행이 가능하다. 이 속도는 록히드 마틴 스컹크 웍스의 SR-71의 최고속도인 마하 3.3과 겨우 마하 0.1밖에 차이가 나지 않는 속도이다.
이뿐 아니라 강력한 레이다와 4발의 공대공 미사일을 장착했다.
최초로 정찰 사진에 포착되었을 당시, 커다란 주익 덕분에 고기동성 전투기가 아니냐는 의혹을 샀다. 
이때 미국 측 역시 베트남 전쟁에서 운용할 기동성이 높은 기체를 개발하려고 시도하던 시기였다. 
그랬기에 MiG-25의 등장은 서방 세계 각국에 충격을 유발했으며, 1960년대 후반 미국이 F-15 이글 개발에 박차를 가하게 되는 원인이 된다(F-15 역사 참조).
1976년에 빅토르 벨렌코가 일본을 통해 미국으로 망명하면서 MiG-25의 실제 성능이 밝혀졌다. 
MiG-25는 기동성보다는 고속도, 고고도에서 우위를 가진 기체였으며, 주된 목적은 폭격기 요격이었다. 
MiG-25의 주익이 커다란 이유는 기체 중량이 무거웠기 때문이었다. 
즉 서방 세계를 공포에 몰아넣은 MiG-25의 정체는 철저히 방어에 특화된 요격기였던 것이다.
그러나 기체의 잦은 고장으로 인한 추락사고, 막대한 연료 소모로 인한 비싼 유지비용으로 인해 1,190여 대의 생산량을 남기고, 1984년 부로 MiG-25 시리즈는 모두 단종되었다. 
위의 성능을 둘러싼 의혹, 그리고 F-15의 개발로 이어지는 해프닝에서 보여지듯 '냉전의 상징적 존재'였던 MiG-25는 현재 러시아를 비롯해 과거 소비에트 연방에 속했던 국가들에서 제한적으로 현역으로 사용되고 있다. 
속도와 고고도 비행 능력면에서 미국의 SR-71 블랙버드에게는 뒤지지만 여전히 SR-71의 뒤를 잇는 세계 2위 기체의 자리를 지키고 있다.

## 보유국
- 러시아 - 100기
- 우크라이나 - 79기
- 벨라루스 - 50기
- 이라크 - 19기

## 제원 (MiG-25P)
일반 특성
- 승무원 : 1명
- 길이 : 23.82 m (78 ft 2 in)
- 날개폭 : 14.01 m (46 ft 0 in)
- 높이 : 6.1 m (20 ft 0 in)
- 날개면적 : 61.4 m2 (661 sq ft)
- 에어포일 : TsAGI SR-12S
- 공허중량 : 20,000 kg (44,092 lb)
- 만재중량 : 36,720 kg (80,954 lb)
- 엔진 : 2 × Tumansky R-15B-300 애프터버닝 터보젯 엔진
  - 73.5 kN (16,500 lbf), 드라이 추력
  - 100.1 kN (22,500 lbf), 애프터버너 추력

성능
- 최고속도:
  - 3,000 km/h (1,900 mph, 1,600 kn) / Mach 2.83 고고도
  - 1,100 km/h (680 mph; 590 kn) IAS 저고도
- 거리:
  - 1,860 km (1,160 mi, 1,000 nmi) at Mach 0.9
  - 1,630 km (1,013 mi) at Mach 2.35
- 항속거리: 2,575 km (1,600 mi, 1,390 nmi)
- 운용고도:
  - 20,700 m (67,900 ft), 미사일 4발
  - 24,000 m (78,740 ft), 미사일 2발
- G 한계: +4.5
- 상승률: 208 m/s (40,900 ft/min)
- 추력대중량비: 0.41

무장
- 미사일:
  - 4 × R-40RD/TD, AA-6 아크리드, 반능동 레이다 유도 RD, 적외선 유도 TD, 중거리 공대공 미사일
  - 2 × R-23, AA-7 아펙스, 반능동 레이다 유도 중거리 공대공 미사일
  - 4 × R-60, AA-8 아피드, 적외선유도 단거리 공대공 미사일
  - 4 × R-73A, AA-11 아처, 러시아의 최신형 적외선유도 단거리 공대공 미사일

항법장치
- RP-25 (Smerch A-4) 진공관 레이다, MiG-25P 초기형
- RP-25MN (Saphir-25) 반도체 레이다, MiG-25PD
- RV-UM 또는 RV-4 레이다 고도계

## 같이 보기
- 미코얀 MiG-31
- 컨베이어 F-106 델타 다트
- 그루먼 F-14 톰캣
- SR-71 블랙버드
- 맥도널 더글러스 F-15 이글
- 노스아메리칸 A3J 비질란테
- 다소 미라주 IV